# Conjecture de Vaught
La conjecture de Vaught est une conjecture mathématique proposée par Robert Lawson Vaught dans le champ de la théorie des modèles. Il s’agit de dire que l’ensemble des modèles dénombrables d’une théorie du premier ordre complète dans un langage dénombrable est soit fini, soit dénombrable, soit doté de la puissance du continu. Cette conjecture, malgré certaines avancées, reste un problème ouvert de la théorie des modèles.

## Spectre d’une théorie
Soit {\displaystyle {\mathcal {L}}} un langage dénombrable. Soit {\displaystyle {\mathcal {T}}} une {\displaystyle {\mathcal {L}}}-théorie complète. 
Pour chaque cardinal {\displaystyle \kappa }, on pose {\displaystyle I({\mathcal {T}},\kappa )} valant le nombre de modèles de {\displaystyle {\mathcal {L}}} de cardinalité {\displaystyle \kappa } à un isomorphisme près. 
En faisant varier {\displaystyle \kappa }, on trouve le spectre de la théorie {\displaystyle {\mathcal {L}}}. Le spectre de {\displaystyle {\mathcal {L}}} correspond donc au nombre de modèles non isomorphes de {\displaystyle {\mathcal {L}}} avec un cardinal fixé. 
Le problème du spectre consiste à étudier, pour une théorie {\displaystyle {\mathcal {L}}}, le comportement de {\displaystyle I({\mathcal {T}},\kappa )}  selon la valeur de {\displaystyle \kappa }. Saharon Shelah a presque résolu le problème du spectre lorsque {\displaystyle {\mathcal {L}}} est dénombrable. Le problème dont la conjecture de Vaught est une solution possible est le principal problème ouvert de la théorie du spectre.

## Énoncé de la conjecture
Dans le cas où {\displaystyle {\mathcal {L}}} est dénombrable et {\displaystyle {\mathcal {T}}} est une théorie complète dans la logique du premier ordre, la conjecture de Vaught affirme qu’un et un seul de ces trois cas se vérifie :
- {\displaystyle I({\mathcal {T}},\aleph _{0})=n} pour un certain {\displaystyle n\in \mathbb {N} }
- {\displaystyle I({\mathcal {T}},\aleph _{0})=\aleph _{0}}
- {\displaystyle I({\mathcal {T}},\aleph _{0})=2^{\aleph _{0}}}

Étant donné qu’il est démontrable qu’une théorie dans un langage dénombrable a au plus {\displaystyle 2^{\aleph _{0}}} modèles dénombrables non isomorphes, la conjecture de Vaught consiste en l’affirmation qu’il n’existe aucune théorie {\displaystyle {\mathcal {T}}}, complète dans un langage dénombrable, dont le nombre de modèles dénombrables non isomorphes soit strictement compris entre {\displaystyle \aleph _{0}} et {\displaystyle 2^{\aleph _{0}}}.

## Lien avec l'hypothèse du continu
Il est notable que si l’hypothèse du continu était vraie, la conjecture de Vaught serait triviale. En effet, l’hypothèse du continu, proposée par Georg Cantor, affirme que {\displaystyle \aleph _{1}=2^{\aleph _{0}}}. 
Autrement dit, il n’existe aucun cardinal entre l’infini dénombrable et la puissance du continu. Dès lors, un contre-exemple à la conjecture de Vaught devient une impossibilité mathématique. 
Cependant, à la suite des travaux de Gödel et de Cohen sur l’indépendance de l’hypothèse du continu, nous savons qu’il existe des modèles de la théorie des ensembles où cette hypothèse n’est pas satisfaite. C’est dans ces cas que la conjecture de Vaught prend toute son importance. Elle affirme que même s’il existe des cardinaux strictement compris entre {\displaystyle \aleph _{0}} et {\displaystyle 2^{\aleph _{0}}}, l’ensemble des modèles dénombrables non isomorphes d’une théorie complète dans un langage dénombrable ne pourra jamais prendre pour cardinal l’un d’eux. 

## Principales avancées
Un certain nombre de théorèmes ont démontré la conjecture de Vaught sur un domaine restreint. Notamment :
- Pour les théories {\displaystyle \omega }-stables (Shelah)
- Pour les théories o-minimales (Mayer)
- Pour les théories superstables de rang fini (Buechler)
- Pour les théories d’ordre linéaire avec des prédicats unaires (Miller)
- Pour les théories des arbres (Steels)

Néanmoins, le résultat le plus important reste celui de Morley. Il démontra que un et un seul de ces quatre cas se vérifie :
- {\displaystyle I({\mathcal {T}},\aleph _{0})=n} pour un certain {\displaystyle n\in \mathbb {N} }
- {\displaystyle I({\mathcal {T}},\aleph _{0})=\aleph _{0}}
- {\displaystyle I({\mathcal {T}},\aleph _{0})=\aleph _{1}}
- {\displaystyle I({\mathcal {T}},\aleph _{0})=2^{\aleph _{0}}}

L'intérêt de ce théorème réside dans le fait qu'une démonstration de la conjecture de Vaught n'a pas que le cas {\displaystyle \aleph _{1}} à exclure. 

## Contre-exemple de Knight
Robin Knight affirme avoir trouvé un contre-exemple à la conjecture de Vaught. 
Plus précisément, il affirme avoir une théorie dénombrable de la logique du premier ordre dont le nombre de modèles dénombrables non isomorphes est {\displaystyle \aleph _{1}}.
Le manuscrit dans lequel il développe son exemple fait 117 pages et développe des outils spécialement dans le but de réfuter la conjecture de Vaught. La longueur et la nouveauté des outils font qu’il est très compliqué d’évaluer si ce que Knight propose constitue ou non une réfutation correcte de la conjecture de Vaught.   
Plusieurs séminaires de lecture ont été tenus sur ce manuscrit. Les conclusions furent que des modifications essentielles étaient à réaliser pour garantir la validité de l’argument. 
Depuis, Knight a réalisé des révisions majeures sur son manuscrit. À ce jour, on ne sait si ces révisions ont permis d’atteindre un véritable contre-exemple à la conjecture. Ainsi, elle reste un problème ouvert de la théorie des modèles.